# Вулиця Банківська (Слов'янськ)
Вулиця Банківська — одна із центральних і найстаріших вулиць Слов'янська. Розташована в центрі Слов'янська, в ареалі Старого Міста. Починається перетином з вулицями Сільзаводською та Колонтаївською, а закінчується біля прощі Захисників України, сполучившись із Центральною вулицею. Нумерація будинків ведеться від Слов'янського курорту: північна сторона вулиці парна, південна - непарна.

## Назва
1780-1894 роки — вулиця Котлярова, на чесь першопоселенця.
1894-1900 роки — вулиця Залізнична, на честь новопокладеної залізничної гілки.
1900-1924 роки — вулиця Банкова, на честь новоствореного міського банку.
1924-2015 роки — вулиця Юних Комунарів.
11 вересня 2015 року повернено історичну назву — вулиця Банківська.

## Історія

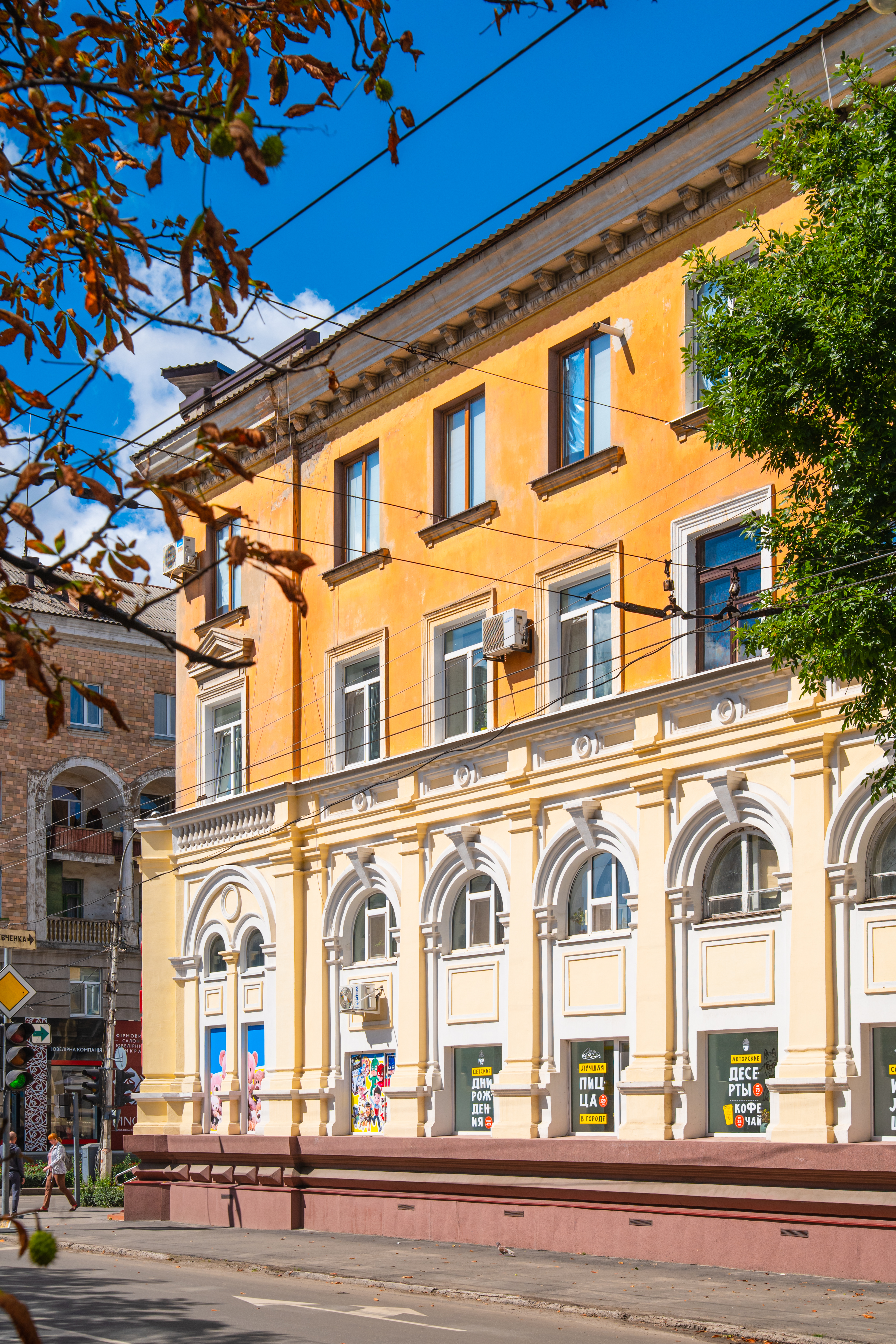
Колишня будівля міського банку, від якого походить назва вулиці

Одна з центральних і найстаріших вулиць Слов'янська. Виникла у 1780 році як купецька вулиця у центрі міста. 
Перша назва - Котлярова, на честь першопоселенця. Банківська починається від Слов'янського курорту, проходить через центр міста, зокрема вулицю Тараса Шевченка, і закінчується біля скверу Мрія, на Центральній вулиці. 
Вулиця здавна є головною транспортною артерією міста, завжди перейменовувалася та піддавалася реконструкціям. 
Спочатку вулиця називалася Залізнична, була брукована і проходила вздовж колишньої Слов'янської міської залізниці. На початку ХХ ст. вулиця стала Банкова, через те, що на ній було споруджено будівлю держбанку. 
Коли до Слов'янська дісталася радянська влада, комуністи змінили назву вулиці на Юних Комунарів. У цей же період припинила існування міська залізниця, рейки були розібрані, а на їхньому місці розширили вулицю. 
Історичну назву повернуто 11 вересня 2015 року.

## Забудова

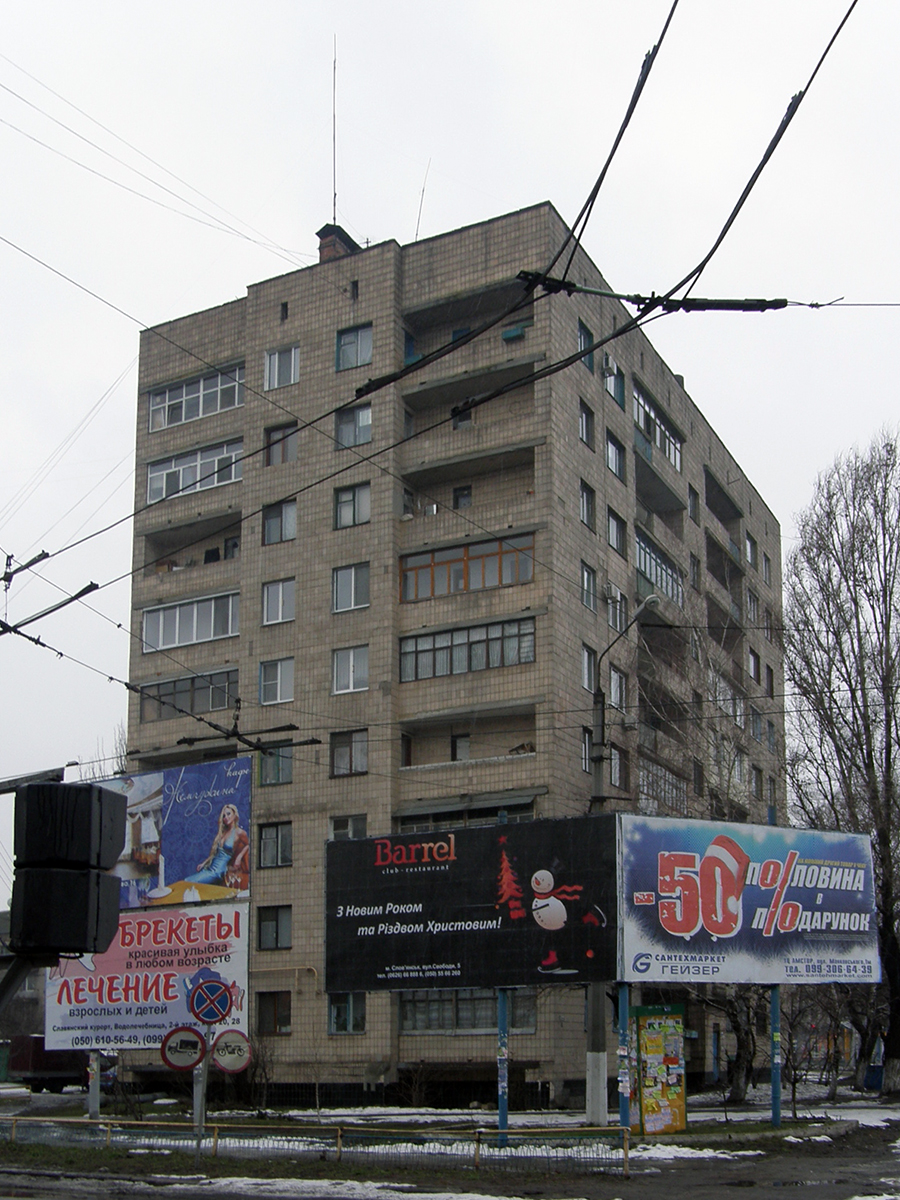
№ 89, 1970 р. – перший дев'ятиповерховий будинок у місті, типовий проєкт II-29

На Банківській розташовані будинок слов'янського купця та мецената Шнуркова, краєзнавчий музей, пам'ятки архітектури «Вілла Марія» та «колишній держбанк», Хитрий ринок та сквер Мрія.

### Пам'ятки архітектури

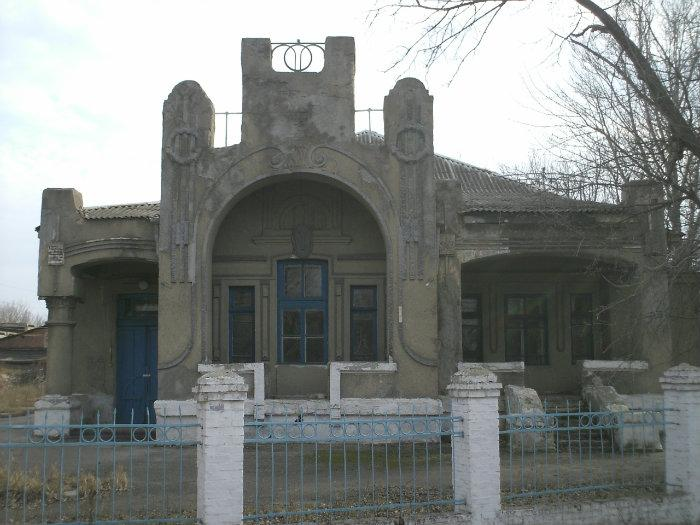
Вілла Марії

- № 10 — колишній будинок слов'янського мецената, упорядника храмів, піклувальника і будівельника лікарень, гімназій та інших світських закладів, помічника нужденним, почесного потомственого громадянина міста, старости Свято-Воскресенського храму Авксентія Васильовича Шнуркова. Раніше будинок був з колонами, різьбленою цеглою і парадним ґанком, з аркою. У 1930-1950-і роки все було знесено. Залишився тільки корпус будівлі, перепланований в звичайний будинок.
- № 31 —  будівля колишнього Першого міщанського училища. Краєзнавчий музей. Відкритий в 1970 році[2].
- № 31б — особняк, побудований в 1905 році власником цегельних і соляних заводів Успенським. Архітектор: Глізберг А. Садиба, на території якої був парк зі ставком, була подарована жінці, близькій Успенському. Її звали Марія, так садиба і отримала своє ім'я – «Вілла Марії». За радянських часів садиба знаходилася в користуванні дитячого ревматологічного санаторію. У 1983 будівля стала пам'яткою архітектури. Наразі пам'ятка належить православній церкві.
- № 66 — будівля зведена 19 серпня 1868 року як Міський громадський банк. Два подальші поверхи зведено у 1950-х роках. 3-поверховий житловий будинок на 36 квартир.

## Особистості
На вулиці знаходиться будинок мецената Авксентія Шнуркова.